# Go Deep
„Go Deep” este un cântec al interpretei americane Janet Jackson. Piesa a fost compusă de Jimmy Jam, Terry Lewis și Jackson, fiind inclusă cel de-al șaselea album discografic de studio al artistei, The Velvet Rope. „Go Deep” a devenit un hit la nivel mondial, ocupând locul 9 în Canada și locul 13 în Noua Zeelandă. În S.U.A., cântecul a fost lansat fără suportul unor compact discuri disponibile în magazinele de specialitate, activând doar pe baza difuzărilor.

## Clasamente
| Clasament                              | Poziția maximă | Referință |
| -------------------------------------- | -------------- | --------- |
| Australian Singles Chart               | 39             | [ 2 ]     |
| Canada Single Chart                    | 9              | [ 3 ]     |
| France Single Chart                    | 22             | [ 2 ]     |
| German Singles Chart                   | 72             | [ 4 ]     |
| Netherlands Single Chart               | 54             | [ 2 ]     |
| New Zealand Singles Chart              | 13             | [ 2 ]     |
| UK Singles Chart                       | 13             | [ 5 ]     |
| U.S. Billboard Hot Airplay             | 28             | [ 6 ]     |
| U.S. Billboard Hot R&B/Hip-Hop Airplay | 11             | [ 7 ]     |
| U.S. Billboard Hot Dance Club Play     | 1              | [ 3 ]     |